# Krottendorf (Weiz)
Krottendorf è una frazione di 2 383 abitanti del comune austriaco di Weiz, nel distretto di Weiz, in Stiria. Già comune autonomo, il 1º gennaio 2015 è stato aggregato a Weiz.